# George D. Painter
George Duncan Painter, bekannt unter dem Namen George D. Painter (* 5. Juni 1914 in Birmingham; † 8. Dezember 2005 in Hove, East Sussex) war ein britischer Autor, Übersetzer und Inkunabelforscher. International bekannt wurde er als Biograf von Marcel Proust.

## Leben
George D. Painter wurde in Birmingham als Sohn eines Lehrers geboren, seine Mutter war Künstlerin. Nach dem Besuch der King Edward’s School in Birmingham, studierte er am Trinity College in Cambridge.
1937, nach Abschluss seiner Studien, erhielt er eine Stelle als Latein-Lektor an der Universität Liverpool, nahm aber bereits im folgenden Jahr eine Stelle als stellvertretender Kurator der Inkunabel-Abteilung des British Museum an. Painter war zuständig für Inkunabeln aus Spanien, Portugal und den Niederlanden. Seine Haupttätigkeit für die folgenden Jahre war die Arbeit an „The Catalogue of Books Printed in the Fifteenth Century“, einem Katalog der Frühdrucke des Museums, der von Alfred W. Pollard begonnen worden war.
Painter war während dieser Zeit verantwortlich für bedeutende Erwerbungen der Bibliothek, darunter ein Exemplar des Book of Saint Albans [1486], ein Druck von Wynkyn de Worde [1496] und ein Zweitdruck von William Caxtons The Mirror of the World. 1974 beendete er seine Tätigkeit am British Museum.
Painter, der selbst Violine spielte und eine ausgebildete Singstimme hatte, interessierte sich für Musik – vor allem von Schubert, Franz Liszt und Richard Wagner – und für die französische Literatur des 19. und 20. Jahrhunderts. 1952 publizierte er eine Biografie André Gides, gefolgt im nächsten Jahr von einer Übersetzung von André Gides Satiren Paludes und Le Prométhée mal enchaîné ins Englische. 1956 kam seine Übersetzung von Prousts Briefen an seine Mutter (Proust's Letters to his Mother) heraus. 1956 und 1959 erschienen die beiden Bände seiner Proust-Biografie, die bald ins Französische, Deutsche, Spanische und Polnische übersetzt wurde und für die er den renommierten Duff Cooper Memorial Prize erhielt. Es folgten Biografien von Chateaubriand, für die er den Tait Black Memorial Prize erhielt, und schließlich eine Biografie des englischen Druckers William Caxton.
Painter war seit 1942 mit Joan Britton verheiratet, mit der er zwei Töchter hatte.

## Preise und Auszeichnungen
- 1965 Duff Cooper Prize
- 1977 James Tait Black Memorial Prize
- 1974 Order of the British Empire

## In der Pop-Kultur
- Sein Gedicht 'The Lobster' wurde als Song von der englischen Folk-Rock-Band Fairport Convention übernommen.[1]

## Schriften (Auswahl)
- The Road to Sinodun. A winter and summer monodrama. London: Rupert Hart-Davis 1951.

Gedichte.
- Marcel Proust. A biography. Bd. 1. London: Chatto & Windus 1959. ISBN 0-7011-1000-7

Marcel Proust. A biography. Bd. 2. London: Chatto & Windus 1965
Übersetzung ins Deutsche von Christian Enzensberger und Ilse Wodtke. 1962, 1968.
- William Caxton. A quincentenary biography of England's first printer. London: Chatto & Windus 1976. ISBN 0-7011-2198-X
- Mit Raleigh A. Skelton, Thomas E. Marston: The Vinland Map and the Tartar Relation. New Edition. Yale-Univ. Press 1996. ISBN 0-300-06520-5